# Dhairing
Dhairing (nepalski: धाइरिङ) – gaun wikas samiti w zachodniej części Nepalu w strefie Dhawalagiri w dystrykcie Parbat. Według nepalskiego spisu powszechnego z 2001 roku liczył on 800 gospodarstw domowych i 3792 mieszkańców (1977 kobiet i 1815 mężczyzn).